# Mother Earth's Plantasia
Mother Earth's Plantasia est un album de musique électronique de Mort Garson, publié pour la première fois en 1976. La musique est conçue pour être écoutée par des plantes. Il était très difficile de se procurer l'album au moment de sa parution, car il était réservé aux personnes ayant acheté une plante d'intérieur dans un magasin appelé Mother Earth à Los Angeles ou à ceux ayant acheté un matelas Simmons (en) auprès d'un point de vente Sears, tous deux livrés avec le disque. En conséquence, la notoriété de l’album reste relativement confidentielle au moment de sa sortie. Cependant, dans les années 2000, un culte se développe avec l'avènement d'Internet et de Youtube, dont l'algorithme semble favoriser la diffusion des morceaux qui se retrouvent bien souvent sur les playlists de musique de détente de ses utilisateurs. L'album est alors considéré alternativement comme un précurseur à la musique ambient de Brian Eno ou un avertissement prophétique contre le réchauffement climatique. Des versions bootleg de l'album, dont certaines copies s'échangent contre 600 $, font leur apparition. Garson utilise un synthétiseur Moog pour composer l'album.
En mars 2019, Sacred Bones Records annonce la réédition officielle de l'album, disponible en vinyle et CD le 21 juin 2019.
En 2023, Intermarché a utilisé le morceau Plantasia dans sa publicité intitulée « C’est fou, tout ce que l’on peut faire avec 10% ».

## Liste des morceaux
| 1. | Plantasia                          | 3:21 |
| 2. | Symphony For A Spider Plant        | 2:41 |
| 3. | Baby's Tears Blues                 | 3:03 |
| 4. | Ode to an African Violet           | 4:03 |
| 5. | Concerto For Philodendron & Pothos | 3:09 |

| 6.  | Rhapsody in Green                      | 3:28 |
| 7.  | Swingin' Spathiphyllums                | 2:59 |
| 8.  | You Don't Have To Walk A Begonia       | 2:31 |
| 9.  | A Mellow Mood For Maidenhair           | 2:17 |
| 10. | Music To Soothe The Savage Snake Plant | 3:23 |

## Staff
- Mort Garson : partition, électronique
- Eugene L. Hamblin III : ingénierie électronique
- Sam Nicholson : direction artistique
- Marvin Rubin : illustrations

## Classements
| 2019                                        | Position maximale |
| ------------------------------------------- | ----------------- |
| US Independent Albums (en) (Billboard)      | 6                 |
| US Dance/Electronic Albums (en) (Billboard) | 8                 |